# Helen Tamiris
Helen Tamiris, née Helen Becker à New York le 24 avril 1905 et morte dans cette ville le 4 août 1966, est une chorégraphe, danseuse moderne et enseignante américaine.

## Biographie
Helen Tamiris est née Helen Becker à New York le 23 avril 1902, de Isor et Rose Simonov Becker. Ses parents, et ses frères Maurice et Charles Becker, avaient immigré de Nizhny Novgorod (Russie) dix ans plus tôt, fuyant les pogroms contre la population juive. Ils s'étaient installés dans le Lower East Side où vivaient de nombreux autres immigrants juifs russes à l'époque. Deux autres enfants, Samuel et Peter, en plus d'Helen, sont nés à New York. Les frères et sœurs de Becker étaient eux aussi des artistes. Son frère aîné Maurice est devenu un artiste et un illustrateur, tandis que ses frères Samuel et Peter se sont lancés respectivement dans la sculpture et la collection d'œuvres d'art. Rose est placée en institution lorsque Helen a trois ans, laissant la famille aux soins du père, Isor.
Son père l'inscrit à des cours de danse au Henry Street Settlement à l'âge de huit ans. Le programme de danse du Henry Street Settlement enseigne la danse interprétative, une forme précoce de danse moderne qui s'inspire de l'eurythmie Dalcroze et du travail d'Isadora Duncan. L'éducation précoce à la liberté créative de la danse interprétative influencera durablement  son travail de chorégraphe.
Elle fréquente les écoles publiques de la ville de New York puis étudie l'économie à la Rand School of Social Science, de 1918 à 1920, et s'intéresse aux statistiques du travail puis à l'organisation syndicale.
Helen Becker a auditionné pour le Metropolitan Opera Ballet dès l'âge de 15 ans et a été acceptée, malgré son manque d'expérience en matière de ballet et ses méconnaissances techniques. Elle s'entraîne avec le Met pendant une saison, puis fait partie du corps de ballet pendant quatre saisons. Avant sa dernière saison, elle rejoint la Bracale Opera Company en tant que soliste pour une tournée en Amérique du Sud au cours de l'été 1922. À son retour d'Amérique du Sud, Helen Becker se produit avec le Met pendant une autre saison, tout en étudiant avec le chorégraphe de ballet russe Michel Fokine. Pour gagner sa vie, elle danse aussi dans des revues musicales, plus commerciales, notamment dans des boîtes de nuit et au Music Box Review à Broadway. Elle prend le nom de scène de Tamiris, qui lui est donné par un écrivain chilien, Armando Zegri. Il lui écrit un poème, déclarant : « Tu es Tamiris, la reine impitoyable qui surmonte tous les obstacles », un mantra de sa carrière,.
Puis elle abandonne cette double carrière de danseuse au Metropolitan Opera Ballet et dans des revues musicales, pour se produire en  1927 dans un récital de danse contemporaine à New York (puis en Europe, à Berlin, Salzbourg et Paris), accompagnée d'un pianiste et compositeur amené à devenir célèbre, Louis Horst. Au début des années 1930, Helen Tamiris collabore avec Martha Graham, Doris Humphrey, Charles Weidman et, plus tard, Agnes de Mille pour former le Dance Repertory Theatre. La compagnie connaît un succès financier, mais elle est dissoute en 1932. 
La Grande Dépression et les programmes créés aux États-Unis pour l'atténuer, notamment la Works Progress Administration (WPA), ont un impact important sur l'activité d'Helen Tamiris. Elle obtient l'expansion d'un « Federal Dance Project » (FDP) sous l'égide de la WPA, et elle devient plus tard directrice du Federal Theatre Project.

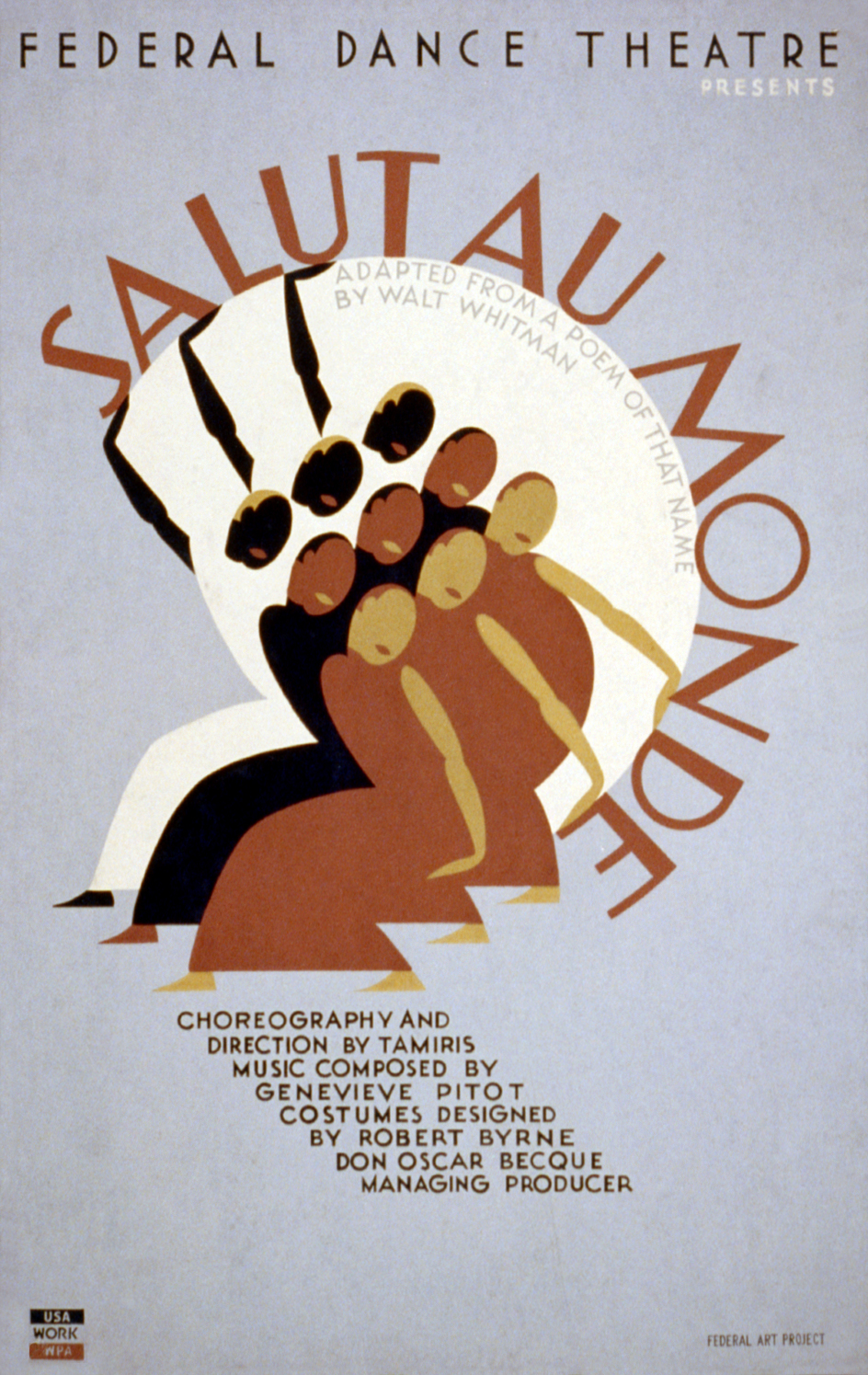
Helen Tamiris crée pour le FDP une chorégraphie originale, Salut au Monde, produite en 1936

Tout en travaillant avec le FDP, Tamiris reconnaît qu'il ne s'agit pas d'une solution complètement satisfaisante au problème des danseurs sans emploi. Mais elle crée pour le FDP une chorégraphie originale, Salut au Monde produite en 1936.
La plupart des œuvres connues de Tamiris traitent de questions sociales telles que le racisme et la guerre. Elle est surtout connue pour sa suite de danses, Negro Spirituals, créée entre 1928 et 1942. Huit pièces de cette suite sont présentées à l'Académie de musique de Brooklyn en avril 1939, dans un programme partagé avec Hanya Holm. Une pièce contemporaine, How Long Brethren? en 1937, dansée sur des chants de protestation, remporte le premier prix de chorégraphie de groupe décerné par Dance Magazine. 

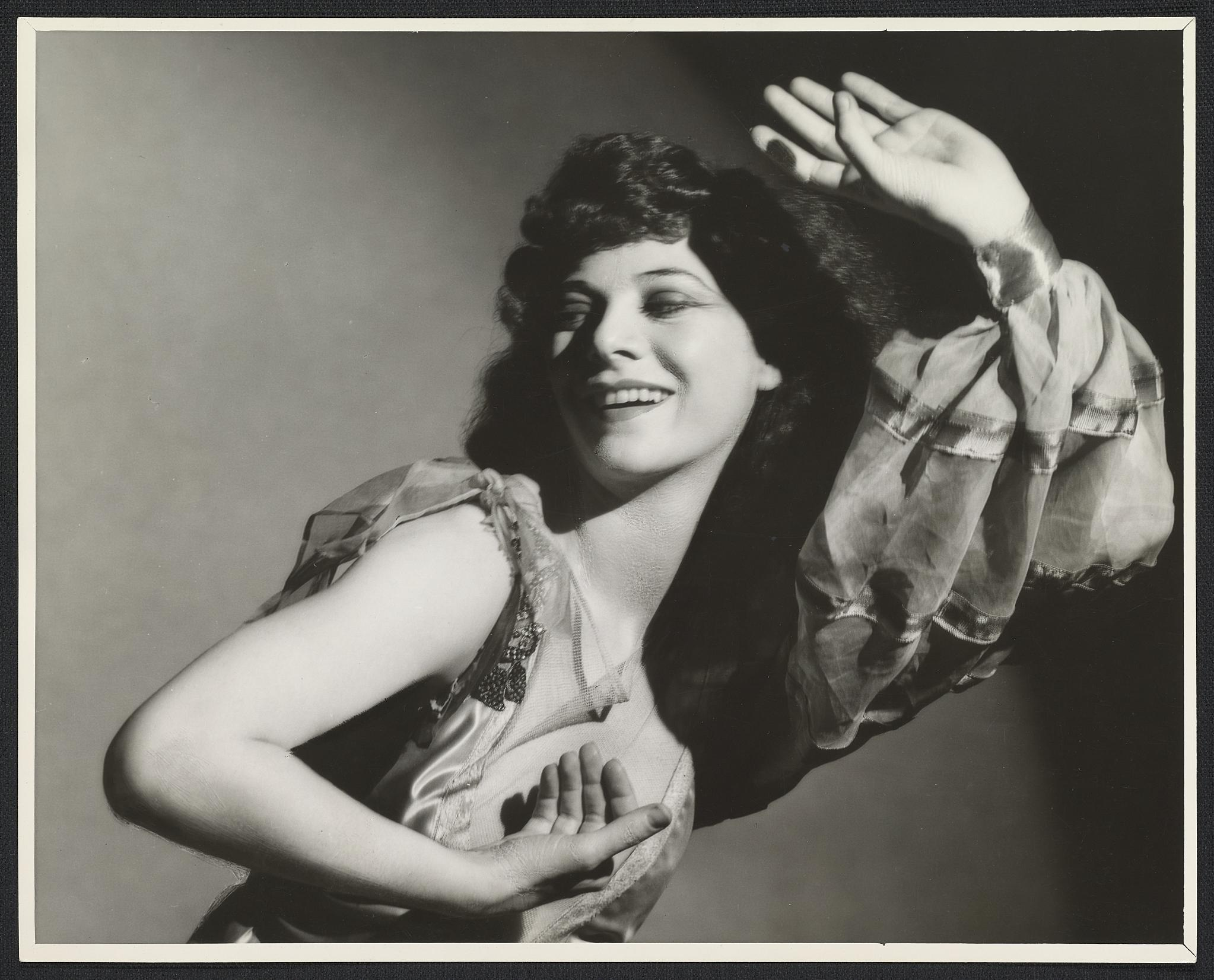
Helen Tamiris dans Adelante.

Le dernier exemple de l'œuvre d'Helen Tamiris pour le Federal Theatre Project avant sa fermeture est Adelante en 1939, une critique de la guerre civile espagnole.
Un danseur et chorégraphe, Daniel Nagrin, voit les œuvres d'Helen Tamiris en 1936 et rejoint sa compagnie en 1941. Ils se marient en septembre 1946 et poursuivent aussi une collaboration professionnelle.
Après ses activités pour le Federal Dance Project (FDP), Helen Ramiris gagne sa vie en chorégraphiant des comédies musicales dans les années 1940 et au milieu des années 1950. Elle insiste pour qu'il y ait  l'intégration dedanseurs noirs dans ses troupes. Cette démarche, ainsi que ses activités syndicales antérieures, suscite une enquête du FBI et des accusations de communisme. Tamiris figure sur la liste rouge en 1950. Pour autant, une enquête interne du FBI en 1955 nie son affiliation au Parti communiste. Mais en s'investissant pleinement dans ces programmes populaires, recevant même en 1950 un Tony Award du meilleur chorégraphe, elle laisse à d'autres créateurs et créatrices le soin d'imaginer les évolutions de la danse contemporaine et est aussi critiquée par le milieu de la danse.
Elle meurt en 1966, à 64 ans,.

## Récompenses et distinctions
- 1950 : Tony Award du meilleur chorégraphe pour Touch and Go (Broadway)